# Động đất và sóng thần Sanriku 1933
Động đất và sóng thần Sanriku 1933 (昭和三陸地震 Shōwa Sanriku Jishin) là trận động đất xảy ra vào lúc 2:30 (JST), ngày 3 tháng 3 năm 1933. Trận động đất có cường độ 8.1 richter, tâm chấn độ sâu khoảng 20 km. Động đất đã gây ra sóng thần lên đến 28,7 m tại Ryori, tỉnh Iwate. Hậu quả trận động đất và sóng thần làm 1.522 người chết, 12.053 người bị thương.